# Beginnings: The Lost Tapes 1988–1991
Beginnings: The Lost Tapes 1988–1991 es un álbum póstumo del rapero 2Pac. Fue lanzado el 12 de junio de 2007,. y contiene algunas de las primeras canciones de 2Pac grabadas en 1988. La colección de canciones fue originalmente lanzada el 18 de abril de 2000 bajo el título The Lost Tapes: Circa 1988, pero al poco tiempo fue retirado del mercado por Afeni Shakur debido a la violación de derechos de autor. En 2007, las mismas canciones fueron nuevamente lanzadas bajo el nuevo título con la aprobación de Afeni Shakur. El álbum incluye 10 canciones de 2Pac con su grupo Strictly Dope, las mismas que sirvieron a 2Pac participar en una gira con Digital Underground como roadie gracias a Chopmaster J, y unirse a Digital Underground como bailarín y miembro del grupo. El álbum fue producido por el cofundador de Digital Underground Chopmaster J.
Las dos remezclas de la canción "Static" contienen un sample de la línea de Shock G en el tema "Same Song" ("Tupac, go head and rock this"), pronunciada antes del verso de 2Pac en esa canción. "Same Song" fue la primera canción oficial en la que apareció 2Pac a lo largo de su carrera musical.

## Lista de canciones
1. "Panther Power"
2. "The Case of the Misplaced Mic"
3. "Let Knowledge Drop"
4. "Never Be Beat"
5. "A Day in the Life"
6. "My Burnin' Heart"
7. "Minnie the Moocher"
8. "The Case of the Misplaced Mic II"
9. "Static [Extended Mix]"
10. "Static [Playa Mix]"